# Rolieiro-indiano
O rolieiro-indiano (Coracias benghalensis) é uma espécie de ave da família Coraciidae. 
Esta espécie distribui-se desde o Iraque e os Emirados Árabes Unidos até ao subcontinente indiano, incluindo o Sri Lanka.

## Subespécies
São reconhecidas duas subespécies:
C. b. benghalensis (Linnaeus, 1758), desde o oeste da Ásia até à Índia a norte dos Montes Víndias.
C. b. indicus Linnaeus, 1766, ocorre na Índica central e meridional e também no Sri Lanka.